# 加利福尼亚州立理工大学洪堡分校

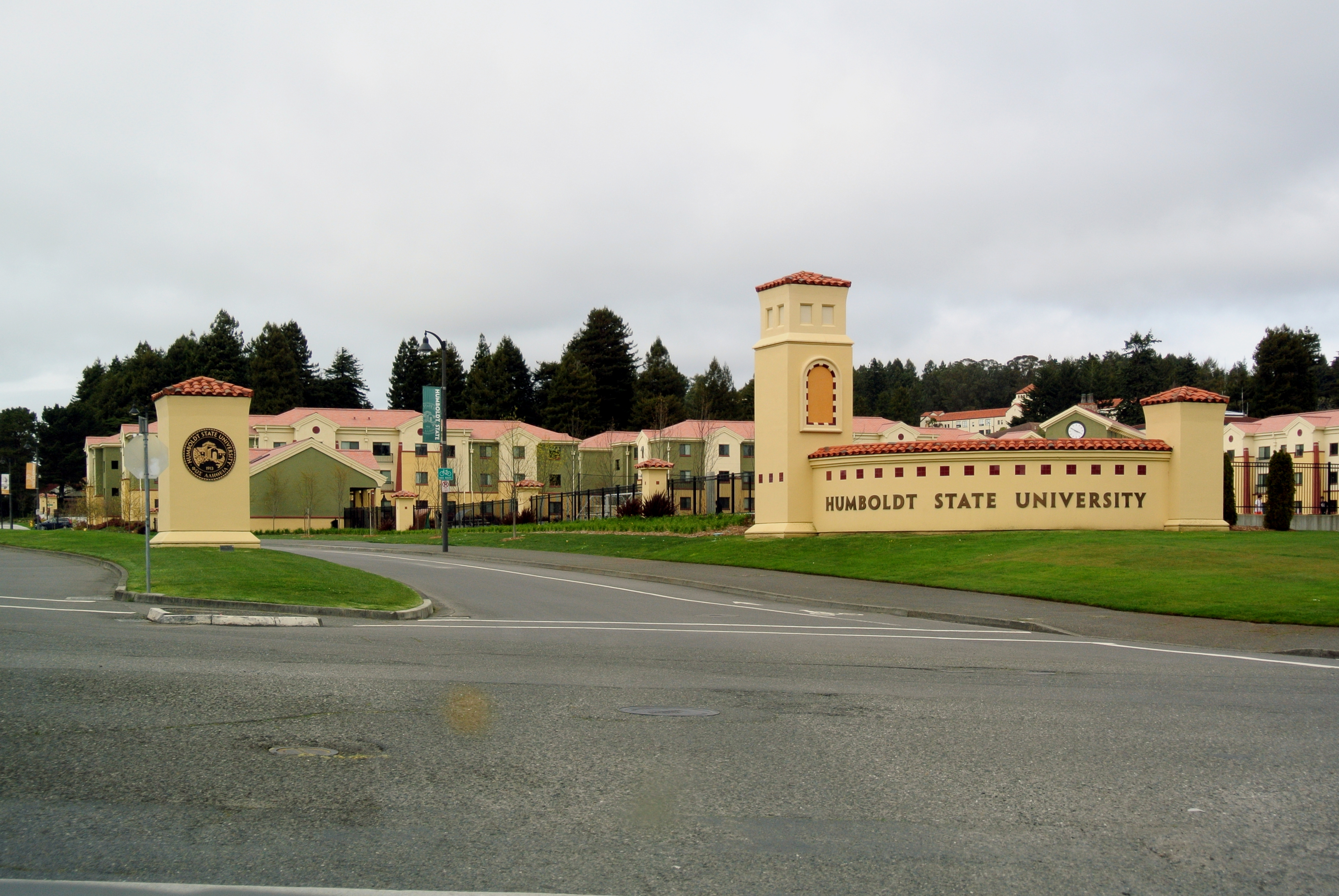
大學校門

加利福尼亚州立理工大学洪堡分校（California State Polytechnic University, Humboldt或Cal Poly Humboldt、Humboldt）是加利福尼亞州立大學系統內、位於美國加利福尼亞州洪堡縣阿克塔的一所公立大學，成立於1913年。主校區之外還有海洋生物研究所、野生動物救助站、自然歷史博物館和美術館等一些其他教育設施。
2015年《美國新聞與世界報道》將其排在“西部地區大學”中的第58位。

## 外部連結
- Official website （页面存档备份，存于）
- Official athletics website （页面存档备份，存于）

40°52′33″N 124°04′43″W / 40.875781°N 124.078560°W